# Cantillac
Cantillac korábbi község Franciaországban, Dordogne megyében. Lakosainak száma 190 fő (2018. január 1.). Cantillac Saint-Pancrace, Champagnac-de-Belair, Brantôme és Brantôme-en-Périgord községekkel határos.
2019. január 1-jén öt másik korábbi községgel együtt Brantôme en Périgord-hoz csatolták és az új község része lett.

## Népesség
A település népességének változása:
| Lakosok száma | 164  | 186  | 163  | 167  | 175  | 198  | 194  | 195  | 189  | 190  |
|               | 1968 | 1975 | 1982 | 1999 | 2006 | 2011 | 2013 | 2016 | 2017 | 2018 |